# Gibet di Montfaucon
Il Gibet di Montfaucon fu il principale patibolo dei re di Francia fino al regno di Luigi XIV. Veniva usato con i criminali o con i traditori che venivano impiccati e i corpi lasciati penzolare come avvertimento alla popolazione. Fu utilizzato fino al 1629 ma venne demolito solo nel 1760.

## Struttura e locazione
Era una grossa struttura situata sulla cima della piccola collina omonima, nelle vicinanze dell'attuale Place du colonel Fabien. Si trovava al di fuori delle mura e la zona circostante era per gran parte priva di edifici, tranne l'Hôpital Saint-Louis, costruito nel 1607 e il convento delle "figlie di Dio" e il Lazzaretto Saint-Lazare. Secondo le ricostruzioni di Eugène Viollet-le-Duc aveva 3 lati e 45 scomparti divisi da colonne di pietra da cui fuoriuscivano travi di legno dove impiccare le vittime. Lasciando i cadaveri appesi per avvertimento, molti di essi tornavano alle famiglie solo dopo tanto tempo, come quello di Pierre des Essarts che venne ridato alla famiglia dopo 3 anni.

## Testimonianze
Il viaggiatore inglese Thomas Coryat lo descrisse come "il patibolo più bello che abbia mai visto, costruito su una collina con 14 pilastri di pietra"
Le prime testimonianze grafiche che abbiamo sono una miniatura risalente al 1460 di Jean Fouquet dalle "Grandes chroniques de France" e una stampa del 1609 che mostrano una struttura meno maestosa e complessa che nelle ricostruzioni di le-Duc.
Il patibolo fu oggetto di molti racconti popolari e romanzi del XIX secolo, come Notre-Dame de Paris di Victor Hugo, Crichton di William Harrison Ainsworth e La regina Margot di Alexandre Dumas (padre).

## Esecuzioni famose
- 1278: Pierre de la Broce favorito e gran ciambellano di Filippo III di Francia
- 1315: Enguerrand de Marigny ministro del tesoro di Filippo IV di Francia
- 1322: Giraud Gayte tesoriere di Filippo V di Francia
- 1322: Jourdain de l'Isle brigante Guascone, nipote di Papa Giovanni XXII
- 1328: Pierre de Rémi signore di Montigny e tesoriere di Carlo IV di Francia
- 1378: Jacques de Rue ciambellano di Carlo II di Navarra
- 1378: Pierre di Tertre segretario di Carlo II di Navarra
- 1409: Jean de Montaigu tesoriere di Carlo VI di Francia
- 1413: Pierre des Essarts anch'egli tesoriere di Carlo VI di Francia
- 1457: Regnier de Montigny brigante
- 1460: Colin de Cayeux brigante
- 1484: Olivier Le Daim confidente di Luigi IX di Francia
- 1525: Barbiton, Jean Charrot e Jean Lubbe briganti
- 1527: Jacques de Beaune barone di Semblançay, visconte di Tours e sovrintendente delle finanze di Francesco I di Francia
- 1572: il cadavere di Gaspard de Châtillon conte di Coligny, ucciso all'inizio della Notte di san Bartolomeo